# Dj Vasile
«Dj Vasile» — пісня молдавського рок-гурту Здоб ші Здуб, що увійшла до альбому «450 de oi» 2003 року. Сингл складається з трьох версій пісні. Спершу пісню було видано молдавською мовою, у якій було поєднано гру скрипки та волинки з важкою рок-музикою. У жовтні 2010 року учасники гурту розмістили повідомлення про випуск російської та української версій пісні разом з виходом альбому «Белое вино / Красное вино».
У 2006-2007 роках пісня була заставкою "Дуету імені Чехова" у передачі Камеді клаб-Україна.

## Відеокліп
До молдавської версії «Dj Vasile» було представлено відеокліп. Відео було відзняте 2003 року. На відео показано гурт Здоб ші Здуб, що грають у студії разом з «діджеєм Василем», що гортає платівки. Одночасно з цим показано учасника гурту, що обертає камінь (показано схожість з обертанням музичної платівки). Наприкінці відео «діджей» переходить зі студії у Голівуд.
Так-само як у пісні «Mioriţa» у записі брав участь жіночий фольклор.

## Трек-лист
1. «Dj Vasile» (молдавська версія)
2. «Dj Василий» (російська версія)
3. «Dj Василь» (українська версія)